# Michel Sartin
Pour les articles homonymes, voir Sartin.
Michel Sartin est un homme politique français né le 13 mars 1802 à Saint-Sauvier (Allier) et mort le 14 août 1878.

## Biographie
Avocat à Montluçon, il est sous commissaire du gouvernement provisoire à Montluçon en février 1848. Il est député de l'Allier de  1849 à 1851, siégeant avec le groupe d'extrême gauche de la Montagne. 

## Sources
- « Michel Sartin », dans Adolphe Robert et Gaston Cougny, Dictionnaire des parlementaires français, Edgar Bourloton, 1889-1891 [détail de l’édition]